# 李新 (明初)
李 新（り しん、生年不詳 - 1395年）は、元末明初の軍人・政治家。本貫は濠州。

## 生涯
朱元璋に従って長江を渡り、たびたび功績を立てた。龍湾で戦って、管軍副千戸に任じられた。江陵を奪取すると、龍驤衛正千戸に進んだ。平江を攻略すると、神武衛指揮僉事に転じ、茶陵衛を守った。これらを歴任して中軍都督府僉事にいたった。1382年（洪武15年）、李新は孝陵の造営の功により、崇山侯に封じられた。1389年（洪武22年）、洪武帝（朱元璋）の命により帝王廟を鶏鳴山に改めて建造した。
このころ勲臣たちに勝手気ままなふるまいが多く、洪武帝がそうした風潮を憎んでいたため、粛清事件に連座する者は多くなっていた。李新は公侯の家人や儀従戸の定数を決め、定数を超える者を官署に返還させるよう建言した。洪武帝はこれを採用して、鳳陽の隷属民を平民に引き上げ、礼部に命じて『稽制録』を編纂させ、公侯の奢侈が限度を越えるのを厳しく禁止させた。郭英が佃戸輸税を返還し、湯和が儀従戸を返還し、李景隆が荘田を返還したのは、みな李新の発案によるものであった。
1393年（洪武26年）、李新は役人を監督して溧水に胭脂河を開き、西は長江に達し、東は両浙に通じる運河とした。1395年（洪武28年）、事件のため処刑された。